# Accor Arena
El Accor Arena (antes conocido como AccorHotels Arena, Palais Omnisports de Paris-Bercy, por la sigla POPB o simplemente como Bercy) es un recinto multiusos ubicado en el bulevar de Bercy, en el XIIe arrondissement de París, la capital francesa. Se encuentra en la margen derecha del río Sena, a la altura de la Biblioteca Nacional (que está en la margen izquierda). Se ha utilizado tanto para acontecimientos deportivos como musicales o culturales.

## Construcción

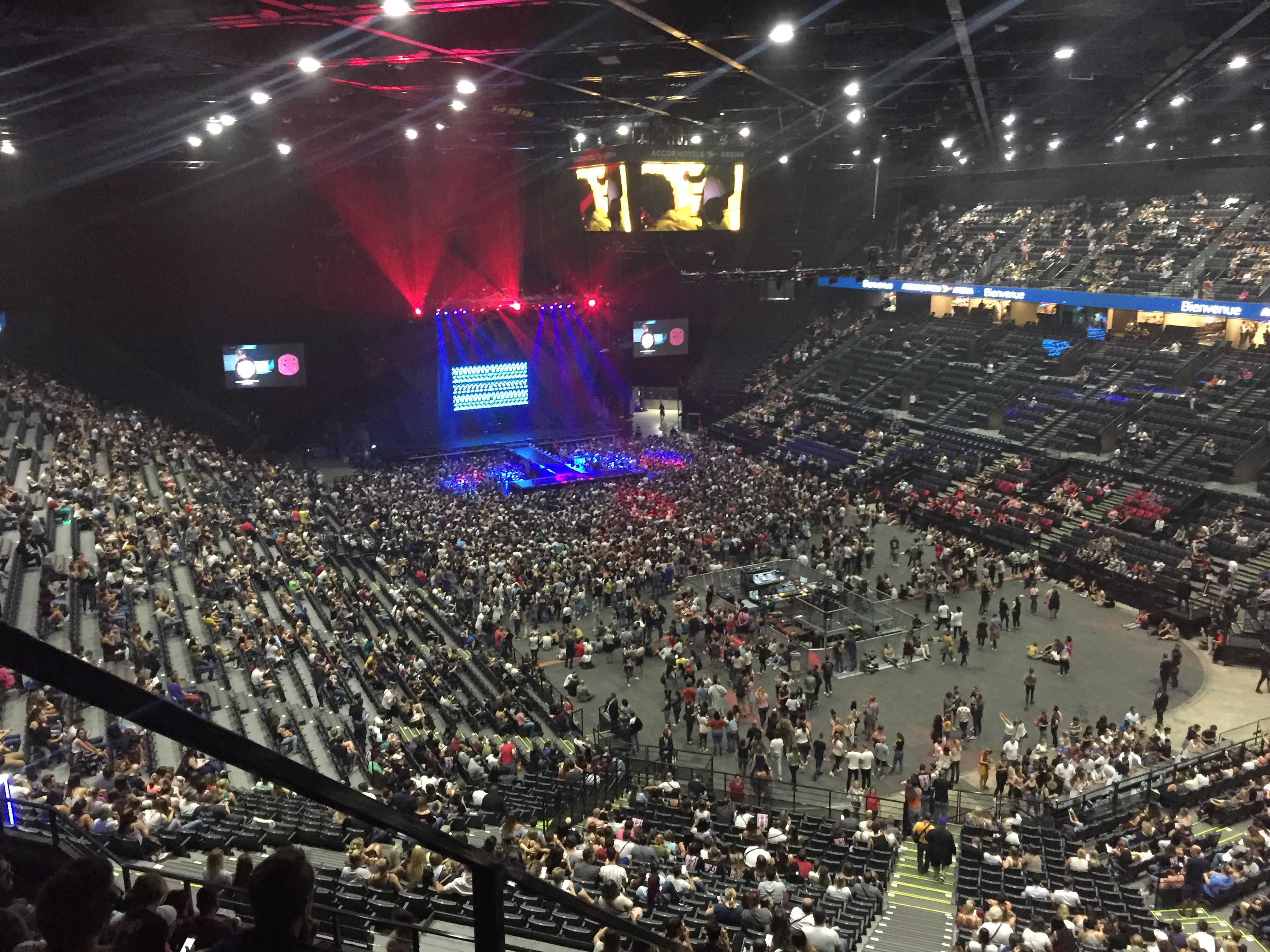
Vista del interior durante un concierto.

De forma piramidal, posee la particularidad de tener sus paredes exteriores recubiertas de césped en pendiente. El armazón metálico del techo (obra del ingeniero Jean Prouvé) se sostiene por 4 enormes pilares de hormigón. De una superficie de 55 000 m², la sala puede acoger de 3500 a 20 300 espectadores en un espacio modulable adaptado a casi todos los deportes, incluso náuticos, así como a todo tipo de espectáculos. El Palais Omnisports comprende una pista de patinaje gigante. Esta gigantesca sala hace también las funciones de sala de espectáculos: de ópera a conciertos de rock.

## Historia
Este edificio polivalente es uno de los primeros que contribuyó al desarrollo de la zona este de París (antes que la Biblioteca Nacional de Francia, el parque de Bercy, y el Ministerio de las Finanzas). Fue concebido por los arquitectos Michel Andrault y Pierre Parat, y se inauguró en 1983. Preside la entrada noroeste del parque de Bercy.
La primera banda en tocar en el recinto, fue la banda de heavy metal Scorpions solo unos días después de su inauguración, el 29 de febrero de 1984 en el marco de su gira Love at First Sting Tour.
El 9 de diciembre de 1999 la banda irlandesa de rock The Cranberries actuó en concierto (Beneath the Skin - Live In Paris) grabado en vídeo y publicado el 2 de enero de 2001 editado en formato DVD por Image Entertainment, dirigido por Maurice Linnane y producido por Ned O'Hanlon, contiene un concierto grabado el 9 de diciembre de 1999 en París en el Omnisport de Bercy, durante la gira mundial de Bury the Hatchet, el cuarto álbum de estudio de la banda, aunque en la presentación se interpretan canciones de toda su discografía, junto con una versión de «Go Your Own Way» de Fleetwood Mac. Se incluye además un documental de la agrupación, una colección de fotografías y los vídeos de los sencillos promocionales de Bury the Hatchet, y de anteriores actuaciones en vivo de los temas «How» (1993), «Yesterday's Gone» (1995, MTV Unplugged), «Hollywood» (1996) y «Savig Grace» (1999). El menú del DVD fue diseñado por el artista y diseñador gráfico británico Storm Thorgerson.
En 2002 fue lanzada una edición especial llamada (Beneath the Skin – Live in Paris 2), que trajo consigo contenido extra, como los vídeos de «Analyse» y «Time is Ticking Out».
En 2002 fue lanzada una edición especial llamada Beneath the Skin – Live in Paris – 2, que trajo consigo contenido extra, como los vídeos de «Analyse» y «Time is Ticking Out». 
En 2006 Mylène Farmer la mujer que más discos ha vendido en Francia, dio una serie de 13 conciertos consecutivos denominados "Avant que l'ombre...à Bercy", siendo este el espectáculo más caro producido en la historia de Francia. Todas las entradas se agotaron en uno solo día y el DVD de estos conciertos se convirtió en el más vendido en la historia de Francia.
En 2007, el dúo francés Daft Punk en donde el audio fue posteriormente extraído para el álbum en vivo Alive 2007.
En 2011 Shakira se desplazó con su tour mundial Sale el Sol World Tour al Palais Omnisports de Bercy para la grabación, durante los días 13 y 14 de junio, del dvd/blu-ray 3D Shakira: En vivo desde París que contendrá la presentación en vivo de su última gira. El recinto albergó un lleno completo de espectadores, un notable despliegue de cámaras de última generación y una iluminación digna de un concierto de estas características que envolvía con diferentes auras de colores el interior del estadio.
El 24 de noviembre de 2014 Lady Gaga transmitió a través de Yahoo! en colaboración con Live Nation el último concierto de su gira Artrave: The Artpop Ball Tour que se llevó a cabo en este recinto con un lleno completo. La transmisión incluyó imágenes de Gaga en el backstage, el acto de apertura e incluso a la artista llorando tras bambalinas cuando terminó el show. 
Tras unas obras de remodelación en 2014-15, el recinto fue renombrado como Bercy Arena el 1 de enero de 2015. Posteriormente, volvió a ser renombrado en octubre de 2015 como AccorHotels Arena por razones de patrocinio.

## Eventos

### Deportivos
- Atletismo: Campeonato Europeo de Atletismo en Pista Cubierta 1994, Campeonato del Mundo de Atletismo en Pista Cubierta 1997.
- Baloncesto: Campeonato Europeo de Baloncesto Masculino de 1999, Final Four Euroliga 2010
- Fútbol sala: Torneo indoor del PSG
- Judo: Torneo de judo de París
- Hockey sobre hielo: Final de la Copa de Francia (2007 y 2008)
- Patinaje artístico: Trofeo Éric Bompard
- Tenis: Masters de París y partidos de Francia de la Copa Davis.
- Automovilismo:
  - Masters de Karting Paris-Bercy (1993-2001), una carrera que enfrentaba a pilotos de Fórmula 1, IndyCar, karting profesional y fórmulas promocionales. En 2011 se disputó nuevamente, esta vez con karts eléctricos.
- Final LCS EU (2017), final y tercer y cuarto puesto del championship europeo del deporte electrónico League of Legends.
- Final del Campeonato Mundial de League of Legends 2019, donde FunPlus Phoenix derrota 3 - 0 a G2 Esports, coronándose campeón.

### Musicales
El grupo alemán de hard rock Scorpions con Mama's Boys de telonero fue el primero en celebrar un concierto en su interior en febrero de 1984. Julien Clerc fue el primer cantante francés que subió a su escenario al año siguiente. Les seguirían muchos más grupos y artistas como Roger Waters, Phil Collins, Genesis, Peter Gabriel, Janet Jackson, Eminem, Beyoncé, Laura Pausini, Selena Gomez, Ariana Grande, Shakira, Oasis (banda), Bruce Springsteen, Robbie Williams, Daft Punk, Kiss, Justin Bieber, Céline Dion, Britney Spears, Iron Maiden, R.E.M, Mariah Carey, Kanye West, Rammstein, Green Day, Mylène Farmer, Justin Timberlake, Cher, The Rolling Stones, Linkin Park, Deep Purple, Guns N' Roses, Nickelback, Radiohead, Red Hot Chili Peppers, Queen, Pearl Jam, Placebo, Tina Turner, Spice Girls, Kylie Minogue, Mika, Madonna, Simple Minds, Depeche Mode , Christina Aguilera, Rihanna, Jennifer López, Taylor Swift, Lady Gaga, The Cranberries, Black Eyed Peas , System of a down, One Direction, Adele, G-Dragon, Jimmy, BTS, Justice, Youssou N'dour, Wally Ballago Seck, Ateez, Khaled, Faudel, Rachid Taha, BLACKPINK, Tomorrow X Together y Ado